# Garfield (ort i Australien)
Garfield är en ort i Australien. Den ligger i kommunen Cardinia och delstaten Victoria, omkring 70 kilometer sydost om delstatshuvudstaden Melbourne. Antalet invånare är 1 466.
Närmaste större samhälle är Pakenham South, omkring 15 kilometer väster om Garfield.
Trakten runt Garfield består till största delen av jordbruksmark. Runt Garfield är det glesbefolkat, med 17 invånare per kvadratkilometer. Genomsnittlig årsnederbörd är 1 332 millimeter. Den regnigaste månaden är juni, med i genomsnitt 166 mm nederbörd, och den torraste är januari, med 57 mm nederbörd.